# SN 1972E
SN 1972E – supernowa typu Ia odkryta 10 maja 1972 roku w galaktyce NGC 5253. Jej maksymalna jasność wynosiła 8,49m.